# Magonia pubescens
Magonia pubescens A.St.-Hil. é umas espécie de planta da família Sapindaceae, que possui nome comum Tingui-do-cerrado. É uma planta típica do cerrado brasileiro que apresenta potencial para utilização econômica e ecológica.

## Descrição
Possui altura variando entre 6 e 20 metros, apresenta ramos jovens castanho-claros, estriados e com lenticelas lineares, tornando-se escamosos com a idade. Suas folhas são compostas, com 6 a 10 folíolos oblongos ou obovados, subcoriáceos, medindo de 7 a 12,4 cm de comprimento; possuem base cuneada ou arredondada, ápice emarginado ou arredondado, e margens inteiras. A face superior é brilhante, com tricomas glandulares esparsos nas nervuras, enquanto a inferior é opaca e pubescente. As flores medem entre 24 e 33 mm de diâmetro, possuem pétalas purpúreas com margens revolutas e tricomas crespos, sépalas estreitas, disco nectarífero parcialmente pubescente, e gineceu com ovário pubescente. Os frutos são cápsulas lenhosas, levemente rugosas, com sementes achatadas, largo-elípticas ou subtrapezoidais, providas de asas laterais.

## Distribuição
A espécie não é endêmica do Brasil, embora nativa, com distribuição confirmada nas regiões Norte (Rondônia, Tocantins), Nordeste (Bahia, Ceará, Maranhão, Piauí), Centro-Oeste (Distrito Federal, Goiás, Mato Grosso do Sul, Mato Grosso) e Sudeste (Minas Gerais, São Paulo). Ocorre nos domínios fitogeográficos da Amazônia, Caatinga e Cerrado, especialmente em formações de Cerrado lato sensu e Floresta Estacional Semidecidual.